# Чухаи, Йожеф
Йожеф Чухаи (венг. Csuhay József; род. 12 июля 1957, Эгер, Венгрия) — венгерский футболист, игравший на позиции защитника.
Выступал, в частности, за клубы «Гонвед» и «Видеотон», а также национальную сборную Венгрии.

## Клубная карьера
Во взрослом футболе дебютировал в 1979 году выступлениями за команду клуба «Бем Йожеф», в которой провёл один год.
В течение 1980 года защищал цвета команды клуба «Егри».
Своей игрой за последнюю команду привлёк внимание представителей тренерского штаба клуба «Видеотон», к составу которого присоединился в 1980 году. Сыграл за клуб из Секешфехервара следующие шесть сезонов своей игровой карьеры. Большую часть времени, проведённого в составе «Видеотона», был основным игроком защиты команды.
Завершил профессиональную игровую карьеру в клубе «Гонвед», за команду которого выступал в течение 1986—1990 годов.

## Выступления за сборную
В 1983 году дебютировал в официальных матчах в составе национальной сборной Венгрии. В течение карьеры в национальной команде, которая длилась 6 лет, провёл в форме главной команды страны лишь 11 матчей.
В составе сборной был участником чемпионата мира 1982 года в Испании, чемпионата мира 1986 года в Мексике.

## Ссылка
- Профиль на сайте National Football Teams (англ.)